# TvN10 Awards
O tvN10 Awards foi uma cerimônia de premiação que honrou pela excelência de programas da televisão na Coreia do Sul, com o evento sendo organizado pela tvN, uma das redes sob o comando do grupo CJ E&M. Foi realizada no KINTEX, em Ilsanseo-gu, Goyang, Gyeonggi, e foi apresentada por Kang Ho-dong e Shin Dong-yup em 9 de outubro de 2016.

## História
Como parte do "tvN10 Festival", essa premiação foi uma cerimônia inaugural dos 10 anos de transmissão da tvN.    Os indicados foram escolhidos entre muitos dramas, programas humorísticos e de variedades que foram exibidos na tvN de outubro de 2006 a setembro de 2016.

## Vencedores e indicados
(Os vencedores estarão em negrito)
| Grande Prêmio (Daesang), Drama | Grand Prêmio (Daesang), Variedades |
| --- | --- |
| - Reply 1988 | - Three Meals a Day: Fishing Village 1, 2 |
| Grande Prêmio (Daesang), Ator | Grande Prêmio (Daesang), Artista de Variedades |
| - Cho Jin-woong - Signal | - Lee Seo-jin - Three Meals a Day: Jeongseon Village, Grandpas Over Flowers |
| Melhor Ator | Melhor Atriz |
| - Lee Sung-min - Misaeng: Incomplete Life - Cho Jin-woong - Signal - Lee Je-hoon - Signal - Eric Mun - Another Oh Hae-young - Sung Dong-il - Séries Reply | - Kim Hye-soo - Signal - Choi Ji-woo - Second 20s - Go Hyun-jung - Dear My Friends - Kim Hye-ja - Dear My Friends - Seo Hyun-jin - Another Oh Hae-young |
| Melhor Comediante Masculino | Melhor Comediante Feminino |
| - Yang Se-hyung - Comedy Big League - Jang Dong-min - Comedy Big League - Jung Sung-ho - SNL Korea - Lee Jin-ho - Comedy Big League - Yang Se-chan - Comedy Big League - Yoo Se-yoon - SNL Korea | - Ahn Young-mi - Comedy Big League - Jang Do-yeon - Comedy Big League - Jung Yi-rang - SNL Korea - Lee Guk-joo - Comedy Big League - Park Na-rae - Comedy Big League |
| Prêmio de Melhor Conteúdo, Drama | Prêmio de Melhor Conteúdo, Variedades |
| - Another Oh Hae-young - Dear My Friends - Misaeng: Incomplete Life - Nine - Oh My Ghost - Reply 1988 - Reply 1994 - Reply 1997 - Ugly Miss Young-ae - Signal | - Comedy Big League - The Genius - Grandpas – Sisters – Youth Over Flowers - House Cook Master Paik - Martian Virus - New Journey to the West - Problematic Men - Roller Coaster - SNL Korea - Three Meals a Day |
| Melhor Mestre de Cerimônias | Ícone de Variedades |
| - Shin Dong-yup - SNL Korea - Jun Hyun-moo - Problematic Men - Kim Gura - Martian Virus - Kim Sung-joo - Martian Virus - Lee Kyung-kyu - Martian Virus - Lee Young-ja - Live Talk Show Taxi | - Lee Soon-jae, Shin Goo, Park Geun-hyung e Baek Il-seob - Grandpas Over Flowers - Paik Jong-won - House Cook Master Paik - Cha Seung-won e Yoo Hae-jin - Three Meals a Day: Fishing Village 1, 2 - Kang Ho-dong, Lee Soo-geun, Eun Ji-won e Ahn Jae-hyun - New Journey to the West – 2° Temporada - Lee Seo-jin - Three Meals a Day: Jeongseon Village |
| Rei da Comédia Romântica | Rainha da Comédia Romântica |
| - Eric Mun - Another Oh Hae-young - Jo Jung-suk - Oh My Ghost - Park Seo-joon - A Witch's Love - Sung Joon - I Need Romance 3 - Yoon Doo-joon - Let's Eat 2 | - Seo Hyun-jin - Another Oh Hae-young - Jung Yu-mi - I Need Romance 2012 - Park Bo-young - Oh My Ghost - Park Shin-hye - My Cute Guys - Yoo In-na - Queen and I |
| Feito na tvN, Melhor Ator em Drama | Feito na tvN, Melhor Atriz em Drama |
| - Seo In-guk - Reply 1997 - Jung Woo - Reply 1994 - Park Bo-gum - Reply 1988 - Ryu Jun-yeol - Reply 1988 - Seo Kang-joon - Cheese in the Trap - Yim Si-wan - Misaeng: Incomplete Life | - Seo Hyun-jin - Another Oh Hae-young - Go Ara - Reply 1994 - Jung Eun-ji - Reply 1997 - Kang So-ra - Misaeng: Incomplete Life - Kim Hyun-sook - Ugly Miss Young-ae - Lee Hye-ri - Reply 1988 |
| Feito na tvN, Melhor Ator em Variedades | Feito na tvN, Melhor Atriz em Variedades |
| - Son Ho-jun - Three Meals a Day: Fishing Village 1, 2 - Hong Jin-ho - The Genius - Jung Sang-hoon - SNL Korea - Kim Min-kyo - SNL Korea - Kwon Hyuk-soo - SNL Korea - Lee Sang-joon - Comedy Big League                                                                                                   | - Kim Seul-gi - SNL Korea - Jeong Ga-eun - Roller Coaster - Jung Yi-rang - SNL Korea - Lee Se-young - SNL Korea - Park Na-rae - Comedy Big League |
| Prêmio de Seleção dos Produtores, Drama | Prêmio de Seleção dos Produtores, Variedades |
| - Lee Je-hoon - Signal | - Jung Sang-hoon - SNL Korea |
| Prêmio Especial de Atuação | Prêmio de Melhor Química Romântica |
| - Sung Dong-il - Reply series | - Park Bo-young e Kim Seul-gi - Oh My Ghost |
| Prêmio Duas Estrelas | Prêmio de Estrela da Ásia |
| - Jo Jung-suk - Oh My Ghost, Youth Over Flowers - Choi Ji-woo - Second 20s, Grandpas Over Flowers - Go Kyung-pyo - Reply 1988, SNL Korea - Kim Ji-seok - Another Oh Hae-young, Problematic Men - Shin Goo - Dear My Friends, Grandpas Over Flowers - Youn Yuh-jung - Dear My Friends, Sisters Over Flowers | - Park Bo-gum - Reply 1988 |
| Prêmio de Assistência Perfeita em Drama | Prêmio de Assistência Perfeita em Variedades |
| - Kim Hyun-sook - Ugly Miss Young-ae | - Lee Young-ja - Live Talk Show Taxi |
| Prêmio Estrela em Ascensão, Ator | Prêmio Estrela em Ascensão, Atriz |
| - Ryu Jun-yeol - Reply 1988 | - Lee Hye-ri - Reply 1988 |
| Prêmio Ladrão de Cena, Ator | Prêmio Ladrão de Cena, Atriz |
| - Kim Sung-kyun - Reply 1988 - Byun Yo-han - Misaeng: Incomplete Life - Jang Hyun-sung - Signal - Kang Ha-neul - Misaeng: Incomplete Life - Kim Ji-seok - Another Oh Hae-young - Lee Dong-hwi - Reply 1988                                                                                                 | - Ra Mi-ran - Reply 1988 - Kim Mi-kyung - Another Oh Hae-young - Kim Sun-young - Reply 1988 - Lee Il-hwa - Reply series - Ryu Hye-young - Reply 1988 - Ye Ji-won - Another Oh Hae-young |
| Prêmio "Escravo" de Variedades | Prêmio de Melhor Beijo |
| - Kwon Hyuk-soo - SNL Korea - Lee Se-young - Comedy Big League - Jang Do-yeon - Comedy Big League - Jo Se-ho - Let's Go Time Expedition - Kim Kwang-kyu - Three Meals a Day: Jeongseon Village 2 | - Seo In-guk e Jung Eun-ji - Reply 1997 - 2° lugar: Eric Mun e Seo Hyun-jin - Another Oh Hae-young - 3° lugar: Park Bo-gum e Lee Hye-ri - Reply 1988 - 4° lugar: Jo In-sung e Go Hyun-jung - Dear My Friends - 5° lugar: Jung Woo e Go Ara - Reply 1994 - 6° lugar: Jo Jung-suk e Park Bo-young - Oh My Ghost - 7° lugar: Kim Ji-seok e Ye Ji-won - Another Oh Hae-young - Não ranqueados: - Lee Jin-wook e Jo Yoon-hee - Nine - Yeon Woo-jin e Han Groo - Marriage, Not Dating - Yoon Doo-joon e Seo Hyun-jin - Let's Eat 2 |

## Apresentadores
| Ordem | Apresentador(a)/(es)                                                                                     | Prêmio(s)                                       |
| ----- | --- | ----------------------------------------------- |
| 1     | Ryu Jun-yeol                                                                                             | Prêmio de Melhor Conteúdo, Drama (3 dramas)     |
| 2     | Park Sung-woong                                                                                          | Feito na tvN, Variedades                        |
| 3     | Lee Seo-jin, Cha Seung-won                                                                               | Feito na tvN, Drama                             |
| 4     | Ku Hye-sun                                                                                               | Prêmio de Melhor Conteúdo, Variedade (3 shows)  |
| 5     | Go Kyung-pyo, Yura (Girl's Day)                                                                          | Prêmio "Escravo" de Variedades                  |
| 6     | Jung Sang-hoon                                                                                           | Prêmios Ladrão de Cena                          |
| 7     | Ha Seok-jin, Park Ha-sun                                                                                 | Prêmios Estrela em Ascensão                     |
| 8     | Lee Sung-min                                                                                             | Prêmio de Melhor Conteúdo, Drama (4 dramas)     |
| 9     | Ra Mi-ran                                                                                                | Prêmio de Assistência Perfeita em Drama         |
| 10    | Song Yoon-ah                                                                                             | Prêmio de Assistência Perfeita em Variedades    |
| 11    | Elenco principal de Entourage (Seo Kang-joon, Cho Jin-woong, Lee Kwang-soo, Lee Dong-hwi, Park Jung-min) | Prêmio Duas Estrelas                            |
| 12    | Jun Hyun-moo                                                                                             | Prêmio Estrela da Ásia                          |
| 13    | Yoo Se-yoon                                                                                              | Prêmio de Melhor Conteúdo, Variedades (3 shows) |
| 14    | Lee Sang-min, Tak Jae-hoon                                                                               | Prêmios de Melhor Comediante                    |
| 15    | Na Young-seok, Jung Yi-rang                                                                              | Prêmios de Seleção dos Produtores               |
| 16    | Eun Jiwon                                                                                                | Prêmio de Melhor Conteúdo, Drama (3 dramas)     |
| 17    | Jung Eun-ji (Apink), Lee Hye-ri (Girl's Day)                                                             | Prêmios Especiais de Atuação                    |
| 18    | Kim Ji-seok, Ye Ji-won                                                                                   | Rei e Rainha da Comédia Romântica               |
| 19    | Jo Se Ho                                                                                                 | Prêmio de Melhor Conteúdo, Variedades (4 shows) |
| 20    | Sung Dong-il, Seolhyun (AOA)                                                                             | Ícone de Variedade Melhor MC                    |
| 21    | Kim Sang-joong, Park So-dam                                                                              | Melhor Ator e Atriz                             |
| 22    | Lee Soon-jae, Shin Goo, Park Geun-hyung, Baek Il-seob                                                    | Grande Prêmio (Daesang), Artista de Variedades  |
| 23    | Yoon Sang-ah (representante dos telespectadores da tvN)                                                  | Grande Prêmio (Daesang), Drama/Variedades       |

## Apresentações especiais
| Ordem | Artista                    | Música(s)                                                            |
| ----- | -------------------------- | -------------------------------------------------------------------- |
| 1     | Psy                        | "Napal Baji" (나팔바지) "Entertainer" (연예인)                       |
| 2     | Seo In-guk e Jung Eun-ji   | "All For You" (Reply 1997 OST)                                       |
| 3     | Kim Sung-kyun e Min Do-hee | "Fate" (운명) (Reply 1994 OST)                                       |
| 4     | Lee Moon-se                | "A Little Girl" (소녀) (Reply 1988 OST) "Flaming Sunset" (붉은 노을) |